# Lüscherz
Lüscherz är en ort och kommun vid Bielsjön i distriktet Seeland i kantonen Bern, Schweiz. Kommunen har 572 invånare (2023).